# La vergine del sole
La vergine del sole és una òpera en tres actes composta per Domenico Cimarosa sobre un llibret italià de Ferdinando Moretti. S'estrenà al Teatre Kamey de Sant Petersburg el gener de 1788. Posteriorment es representà al Teatre de l'Ermitage de Sant Petersburg el 6 de novembre de 1788
La fortuna de les òperes que Cimarosa va escriure a Rússia ha estat objecte de controvèrsia, però la veritat és que no van tenir l'èxit que van aconseguir les de Giuseppe Sarti després de la seva rehabilitació. Segons Florimo, La vergine del sole va obtenir grans aplaudiments i «va suscitar tal fanatisme que a Sant Petersburg no es parlava de res més que de Cimarosa i el seu gran talent». Alguns estudiosos dels nostres dies s'inclinen a favor de La vergine, però ni aquesta
ni La Cleopatra van fer carrera. Els dubtes sobre l'èxit de l'òpera, que no hauria superat els aplaudiments de compromís, provenen del fet que, a part de les dues òperes esmentades i de La felicità inaspettata, Cimarosa no va compondre partitures noves sinó que va presentar òperes ja escrites, com Volodimiro,Le donne rivali i I due baroni di Rocca Azzurra. El Cor dels guerrers, escrit per col·laborar en el gran espectacle Gli inizio del regno di Oleg (el fundador de l'imperi rus, cap a l'any 880), amb text de la tsarina, tampoc
va agradar: va ser eliminat de l'espectacle i substituït per un cor de Sarti.
Tot i aquesta amarga experiència, quan Cimarosa va abandonar Rússia, les seves òperes van conèixer
una notable difusió i suscitar un particular interès en terres soviètiques. Il credulo, Il matrimonio segreto, que va escriure a Viena durant el viatge de tornada,
L'impresario in angustie, L'italiana in Londra, La ballerina amante, I nemici generosi, I due supposti conti i Chi dell'altrui si veste, presto si spoglia van ser aplaudides fins al 1789, data que va marcar l'ocàs de la fortuna de l'òpera italiana a Rússia.